# Magha (nakszatra)
Magha nakszatra (devanagari: मघा) – rezydencja księżycowa; umiejscowiona częściowo w znaku Lwa i Pannie.